# Том Кілі
Томас Френсіс Кілі (англ. Thomas Francis Kiely; нар. 25 серпня 1869 — пом. 6 листопада 1951) — іргандський легкоатлет, який спеціалізувався в багатоборстві.

## Із життєпису
На міжнародних змаганнях представляв Велику Британію, до складу якої на той час входила Ірландія.
Перший в історії олімпійський чемпіон з легкоатлетичного десятиборства (1904). Особливістю змагань з десятиборства 1904 року було те, що вони проходили впродовж одного дня (замість звичних на сьогодні двох днів) та включали нестандартний, як на сьогодні, набір дисциплін: біг на 100 ярдів, штовхання ядра, стрибки у висоту, ходьбу на 800 ярдів, метання молота, стрибки з жердиною, біг на 120 ярдів с бар'єрами, метання ваги, стрибки у довжину та біг на 1 милю. Міжнародний олімпійський комітет визнав його перемогу як олімпійську лише 1954 року, оскільки до цього десятиборство на Іграх в Сент-Луїсі помилково вважалось таким, що не входило до офіційної олімпійської програми.
Багаторазовий чемпіон Ірландії та Великої Британії у різних дисциплінах легкої атлетики, які він здобув упродовж 1892—1907.
Дворазовий чемпіон США з десятиборства (1904, 1906).

## Визнання
- На честь Кілі 1978 року був відкритий меморіал біля церкви у його рідній місцевості Баллініл (англ. Ballyneale)